# Giragira
Giragira è originariamente un manga; ne vien prodotta la versione live action in formato dorama nel 2008 in 8 puntate.

## Protagonisti
- Kuranosuke Sasaki - Nanase Kohei
- Miki Maya - Sonobe Yuki
- Sachie Hara - Nanase Momoko
- Shōhei Miura - Shoji
- Yuki Sato - Ichikawa Kenta / Hideyoshi
- Tsuyoshi Abe - Eiji
- Sei Ashina - Yuna
- Yoji Tanaka - Fukami
- Yuko Kotegawa - Jinguji Rena
- Ryō Ishibashi - Katsuragi Taisei
- Hajime Yamazaki - Tahira Hiroshi
- Jutta Yuki - Toma
- Hiromi Sakimoto - Yuki
- Ryosuke Sakuragi - Akira
- Sosuke Nishiyama - Rikuto
- Thomas Yuji Gordon -  Ken
- Hiroya Matsumoto - Ren
- Taro Nagamachi - Ryo
- Koji Matsushita - Leo
- Chikara (attore) -  Sakuya
- Mie Suzuki
- Karin Fujisawa
- Daishi Shikanai - Haruki

### Star ospiti
- Shunji Igarashi - Eagle (ep1-2)
- Mikie Hara - Sayo (ep1-2)
- Keiko Toda - Asaoka Misa (ep1)
- Yōko Mitsuya - Kyoka (ep3)
- Emi Kobayashi - Saki (ep3)
- Maho Nonami - Kazuki Sarina (ep4)
- Masaya Kikawada - Sachiel (ep6)
- Aki Nishihara - Hime/Oohara Maiko (ep6)
- Masato Wada Kazuma (ep7-8)